# Morel Gyula
Morel Gyula SJ (Budapest, 1927. december 17. – Innsbruck, 2003. szeptember 30.) magyar szerzetes, szociológus, egyetemi tanár.

## Életpályája
A középiskolát az Érseki Gimnáziumban végezte el. 1944-ben behívták katonának. 1945. április 1-én Ausztriába kellett mennie. Stockerauban orosz hadifogságba esett, ahonnan szeptemberben szabadult. 1945. december 14-én érettségizett. 1946. július 30-án lépett be a Jezsuita Társaságba. 1948-tól a Pázmány Péter Tudományegyetemen teológiát, filozófiát tanult. 1948. december 21-én megpróbált kiszökni Hollandiába, de a határon elfogták, és hat hónapra ítélték. Szombathelyen és Kaposváron raboskodott. 1949. július 19-én újra megkísérelte a szökést, ezúttal sikeresen. 1950. január 18-án Chieribe ért. Itt tanult tovább. 1951. szeptember 27-én a belgiumi Egenhoven-Leuvenbe került. 1952-ben diplomázott. 1952–1954 között ifjúsági nevelő volt Münchenben. 1957. július 28-án Enghienben pappá szentelték. 1959–1962 között szociológiát tanult a Bécsi Egyetemen; 1962-ben a Bécsi Egyetem a szociológiai doktorává avatta. 1962-től a bécsi Magyar Egyházszociológiai Intézet alapító igazgatója, illetve társigazgatója volt. 1962–1967 között Münchenben volt egyetemi lelkész, és megkezdte tudományos munkáját az egyházszociológia területén. 1965-ben Bécsben a Mérleg alapító munkatársa és a római Katholikus Szemle munkatársa volt. 1967-ben került az Innsbrucki Egyetem jogi és államtudományi karára, ahol 1969-ben nyilvános rendes tanár lett. 1968–1969 között az Innsbrucki Egyetem docense, 1969–1996 között professzora volt. 1976-ban a kart  az egyetem feloszlotta, így a Társadalom- és Gazdaságtudományi Karhoz került. 1977–1979 között a Társadalom- és Gazdaságtudomnyi Kar dékánja volt. 1996-ban fejezte be tanári pályafutását.
Több mint 200 publikáció szerzője volt. Kutatási területe a magyar katolikus egyház működésének szociológiája, az általános szociológia, értékek és normák.

## Művei
- Das Gesicht der Gemeinde (Innsbruck, 1968)
- Religion in der kommunistischen Presse (Innsbruck, 1969)
- Bilanz des ung. Katholizismus (András Imrével; München, 1969)
- Ergebnisse und Aufgaben der Liturgiereform (András Imrével, München, 1969)
- Glaube und Säkularisierung (Kiadvány; Innsbruck-Bécs-München, 1972)
- Handbuch des ung. Katholizismus (Kiadvány, András Imrével; Bécs, 1975; 2. kiadás: 1984; angolul: Hungarian Catholicism)
- Enthüllung der Ordnung (Innsbruck, 1977)
- Führungsrolle und Wertsystem (Göttingen-Toronto-Zürich, 1980)
- Führungsforschung. Kritische Beiträge (Kiadvány; Meleghy Tamással, 1980)
- Werbung für Atheismus in Ungarn. Inhaltsanalyse der Zeitschrift „Világosság” (Bécs, 1981)
- Kirche in Übergang, die Kath. Kirche Ungarns 1945-1982 (András Imrével; Bécs, 1982; angolul: Church in Transition; Bécs, 1983)
- Grundkurs der Soziologie (1986)
- Ordnung und Freiheit (Innsbruck-Bécs, 1986)
- Szociológia (Bécs, 1989)
- Glauben hat Zukunft (1998)
- Soziologische Theorie (München-Bécs, 1989; magyarul: Szociológiaelmélet; 2000)
- A jövő biztosabb, mint a múlt. Őszinte kísérlet a lényeg keresésére (Budapest, 1995)
- Radikale Kirchenreform (2003)